# Phillip Walker
Phillip Walker (Welsh, 11 de fevereiro de 1937 - Palm Springs, 22 de julho de 2010) foi um guitarrista de blues norte-americano, mais conhecido por seu single de 1959 hit, "Hello My Darling".